# Amager (fodboldhold)
 For alternative betydninger, se Amager (flertydig). (Se også artikler, som begynder med Amager)
Amager er navnet på en ynglinge-overbygning (U-18) mellem en række fodboldklubber på Amager, København, som i 2007-sæsonen spiller i ungdomsrækken 3. division under Dansk Boldspil-Union.
Indtil 2005, var overbygningen F.S. Amager udelukkende et samarbejde mellem Boldklubben Fremad Amager, Boldklubben 1908 samt Dragør Boldklub, og repræsenterede de tre klubbers førstehold for ynglingespillere (U/18). I september 2005, med Arne Kindler fra Dragør Boldklub som initiativtager, valgte otte klubbers ungdomsafdelinger at organisere kræfterne i et forsøg på at samle talentudviklingen og gøre det mere attraktivt for de unge at blive på øen.
Med start fra 2006 blev elite-overbygningen et samarbejde mellem otte af øens fodboldklubber for deres mest talentfulde ynglingespillere (U-18). Deltagerne i det nye samarbejde, navngivet Amager, var fra starten Boldklubben Fremad Amager, Boldklubben 1908, Dragør Boldklub, Boldklubben Hekla, Kastrup Boldklub, Kløvermarkens FB, Sundby Boldklub og Tårnby Boldklub.
Dragør Boldklub meddelte imidlertid allerede i efteråret 2006, at de trak deres deltagelse i ynglingealliancen. Andre klubber fulgte efter, så holdet i 2007-sæsonen bestod af spillere fra Fremad Amager, Kastrup Boldklub og Boldklubben 1908. I dag omfatter alliancen også et U16 mandskab.

## Sportslige resultater
- [i/t] 3. division 2007
- [3] Ynglinge 2. division 2006 efterår, pulje 1
- [i/t] Ynglinge 3. division 2006 forår, pulje 1 (Vinder: 10-9-1-0)
- [i/t] Ynglinge 2. division 2003 efterår

## Tidligere trænere
- 2006-2006: Gert Jensen
- 2006-200x: Mikes Rigas
- 200x-: Alex Andreasen